# 演劇組織KIMYO
演劇組織KIMYO（えんげきそしき・キミョー）は日本の劇団。名古屋市を中心に活動している。

## 概要
愛知県立名古屋西高等学校の演劇部に所属していた宮谷達也と山本一樹が中心となって結成。
音楽、ダンス等を積極的に取り入れ、また客席・劇場受付ロビー・観客の通路も創作するなど、ダイナミックで芸術性の高い演劇が特徴。
2013年夏には初の名古屋・東京2都市ツアーを実施。
2014年、アリスインプロジェクトが初の名古屋公演となる舞台「アリスインクロノパラドックス2014」（演出・宮谷達也）の制作協力を行う。
2016年6月、アリスインプロジェクト名古屋公演で「チェンジングホテル in NAGOYA」を演出、制作協力を行う。また、2017年東京にて再演予定。
2017年8月25日～27日愛知県名古屋市上前津・東別院ホールにて、メ～テレ主催・チームしゃちほこ主演「舞台 『黒鯱』　黒鯱年代記～遮二無二の章～」を作・演出 宮谷達也、舞台制作・演劇組織KIMYOで上演された。

## メンバー
- 宮谷達也 - 代表。作・演出、宣伝美術。大学在学中に高校時代の演劇部員を中心に旗揚げ。日本演出者協会会員。日本劇作家協会会員。
- 山本一樹 - 代表補佐。役者、制作。演劇組織KIMYO作品のみならず外部公演にも客演として多数参加。
- 田口翔大 - 役者。『デモーニッシュ』より参加。
- 若葉泰季 - 役者。
- 佐藤弘也 - 役者。
- 七瀬京子 - 役者。
- 三島梨花 - 役者、制作。
- 秋月三千代 - 役者。
- 藤田沙也佳 - 役者。
- 長江峰和 - 役者、小道具。
- 元山未奈美 - 役者、衣装。日本劇作家協会東海支部第8回俳優A賞を受賞。
- 野田雄大 - 役者、宣伝美術、小道具。
- 藤原孝喜 - 役者、振付。2023年よりカブキカフェ ナゴヤ座にも所属し「名古屋 参雀久」を襲名。
- 河内愛 - 役者。
- 中江正成 - 役者。
- 松井綾香 - 役者、衣装。
- 金澤亜矢 - 役者、制作。
- エスパー渡辺 - 音響・音楽。『サイエンスフィクション』より参加。
- 岡田保 - 舞台美術、大道具。高校時代に演劇部に所属したのち、専門学校にて舞台美術を専攻。『デモーニッシュ』から、ほぼすべてのKIMYO作品の美術を担当。2009年以降、外部劇団の舞台美術を多く手がける。
- 柴田美月 - 役者、衣装、制作。
- 木実あみ - 役者、衣装。
- 三曽田真里弥 - 役者、広報。

## 公演
- 旗揚げ公演 オムライスポーション（2007年、Ｇ/pit）
- 第2回公演 デモーニッシュ（2007年、名古屋市青少年交流プラザ）
- 番外公演 ジャーニー（2007年、名古屋学芸大学 撮影スタジオ）
- 第3回公演 サイエンスフィクション（2008年、Ｇ/pit）
- 『俺達にアースはない』参加作品 スーア・ジ（2008年、Zoo Station）
- 『サロンシナプス18』参加作品 ファミレス（2008年、le jazz motal）
- 第4回公演 ビッグストーンエスプレッソ（2008年、名古屋市青少年交流プラザ）
- 『演劇博覧会「カラフル3」1st』参加作品 カスタネットホーム（2009年、武豊町民会館ゆめたろうプラザ・輝きホール）
- 『演劇大学in愛知』参加作品 ある男、ある夏（2009年、愛知県芸術劇場小ホール）
- 第5回公演 アポリア（2010年、七ツ寺共同スタジオ）
- 『演劇CAMPin中津川2010』参加作品 屋上の狂人（2010年、福岡ふれあい文化センター（岐阜県中津川市））
- 第6回公演 フォーゲートアウトプレイ（2010年、名古屋市青少年交流プラザ）
- 第7回公演 アオミドリキュリオシティ（2011年、G/pit）
- 第8回公演 ダイダラ（2011年、名古屋市千種文化小劇場）
- 演劇組織KIMYO Project〝NICK" vol.1 カチ（2011年、ナビロフト）
- 『日本の近代戯曲研修セミナーin東海』参加作品 殺意（2012年、愛知県芸術劇場小ホール）
- 『日本劇作家協会東海支部プロデュース「劇王Ⅸ」』参加作品 ハウス（2012年、長久手文化の家風のホール）
- 第9回公演 ポアリングレッドビディ（2012年、Ｇ/pit）
- 『AAFリージョナル・シアター2012 ～京都と愛知 vol.2～』参加作品 ゴドー氏の仕事（2012年、愛知県芸術劇場小ホール）
- 演劇組織KIMYO Project〝NICK" vol.2 12人の兄弟（2012年、ナビロフト）
- 第10回記念公演 ジョナサン（2013年、愛知県芸術劇場小ホール）
- 第11回公演 スウィーティドム（2013年、七ツ寺共同スタジオ、花まる学習会王子小劇場）
- 演劇組織KIMYO Project〝NICK" vol.3 くしゃみ（2014年、ナビロフト）
- 第12回公演 ピーポウ（2014年、愛知県芸術劇場小ホール）
- 第13回公演 ダル（2014年、七ツ寺共同スタジオ、花まる学習会王子小劇場）
- 第14回公演 リトルモアプーキッシュ（2014年、名古屋市東文化小劇場）
- 第15回公演 ユータラスボンボン（2015年、愛知県芸術劇場小ホール、花まる学習会王子小劇場）
- 演劇組織KIMYO Project〝NICK" vol.4 河童の雨乞い（2016年、名古屋市千種文化小劇場）
- 第16回公演 ハロウザディップ（2016年、名古屋市東文化小劇場、花まる学習会王子小劇場）
- 第17回公演 ドラザムライ（2017年、愛知県芸術劇場小ホール）
- 第18回公演 ハンザキ（2018年、名古屋市東文化小劇場、インディペンデントシアター2nd）
- 第19回公演 バチ（2022年、愛知県芸術劇場小ホール） 全公演中止
- 第20回公演 ピーポウ（2023年、愛知県芸術劇場小ホール）
- 演劇組織KIMYO ゴスン（2023年、ささしまスタジオ）
- TOKAI RADIO × 演劇組織KIMYO collabo produce 舞台「エゴ・サーチ」（2024年、メニコンシアターAoi）
- 演劇組織KIMYO 恩讐の彼方に（2025年、ささしまスタジオ）